# Ágnes Ágai
Ágnes Ágai (n. 9 aprilie 1932, Seghedin, Ungaria – d. 27 iunie 2024) a fost o scriitoare, poetă, traducătoare maghiară.